# Lama
Lama — український музичний проєкт створений у 2005 році в Києві, авторами, співачкою Наталією Дзеньків (Lama) та провідним саунд-продюсером України Віталієм Телезином.

## Історія

### 2005–2006: Заснування та перший успіх,Мені так треба
Український музичний проєкт який був створений в Києві на початку 2005 року. Назва проєкту походить від шумеро-аккадської міфології, де Лама — це богиня-покровителька, що символізує особистість; своя лама є в кожної свідомої істоти.
Яскравою деталлю сценічного образу солістки гурту Наталії Дзеньків на початку карʼєри стало бінді — знак правди в індуїзмі, так зване «третє око», яке малюють на лобі.
Перші хіти «Мені так треба», «Моє серце», «Літак», «З тим, кого любила», разом з іншими композиціями сформували дебютний альбом «Мені так треба». Над ним впродовж 5 років працювали автори: провідний саунд-продюсер України Віталій Телезин та співачка Наталія Дзеньків. Платівку презентували восени 2006 року, і з приголомшливим успіхом, менше ніж за 2 тижні, альбом отримує статус «Платинового». Після успішного музичного дебюту, Lama починає з'являтися на різного типу концертних майданчиках.

### 2007–2009:Світло і Тінь
2007 року на церемонії «MTV Europe Music Awards», що відбувалася в Мюнхенському «OlimpiaHalle», Наталя Дзеньків отримала премію «Best Ukrainian Act» (найкращий український виконавець).
Як справжній гурт, солістка Наталія Дзеньків виступає без використання фонограм, а це вимагає аби на сцені з нею додатково працювали музиканти. Вперше музичний бенд разом із головною співачкою офіційно можна було побачити у кліпі на пісню «Світло і Тінь». Ця робота стала першим синглом з другого однойменного альбому, який Lama презентувала у травні 2008.
Друга пісня з альбому «Світло і Тінь» — «Знаєш, як болить» — стала офіційним саундтреком до українського фільму «Сафо. Кохання без меж».
Наприкінці 2008 року новим гітаристом бенду став Костянтин Шелудько. Через неповний рік після презентації другого альбому Lama вирушила у Всеукраїнський тур «Світло і Тінь» на його підтримку, квитки на який розкупили за два місяці до виступів. Тож у квітні-травні 2009 року відбулося близько 30 успішних концертів, а його географія охопила десятки міст-мільйонників та обласних центрів України. Сюрпризом до масштабного турне, став кліп на останню пісню зі згаданого альбому — «З Джерела».  

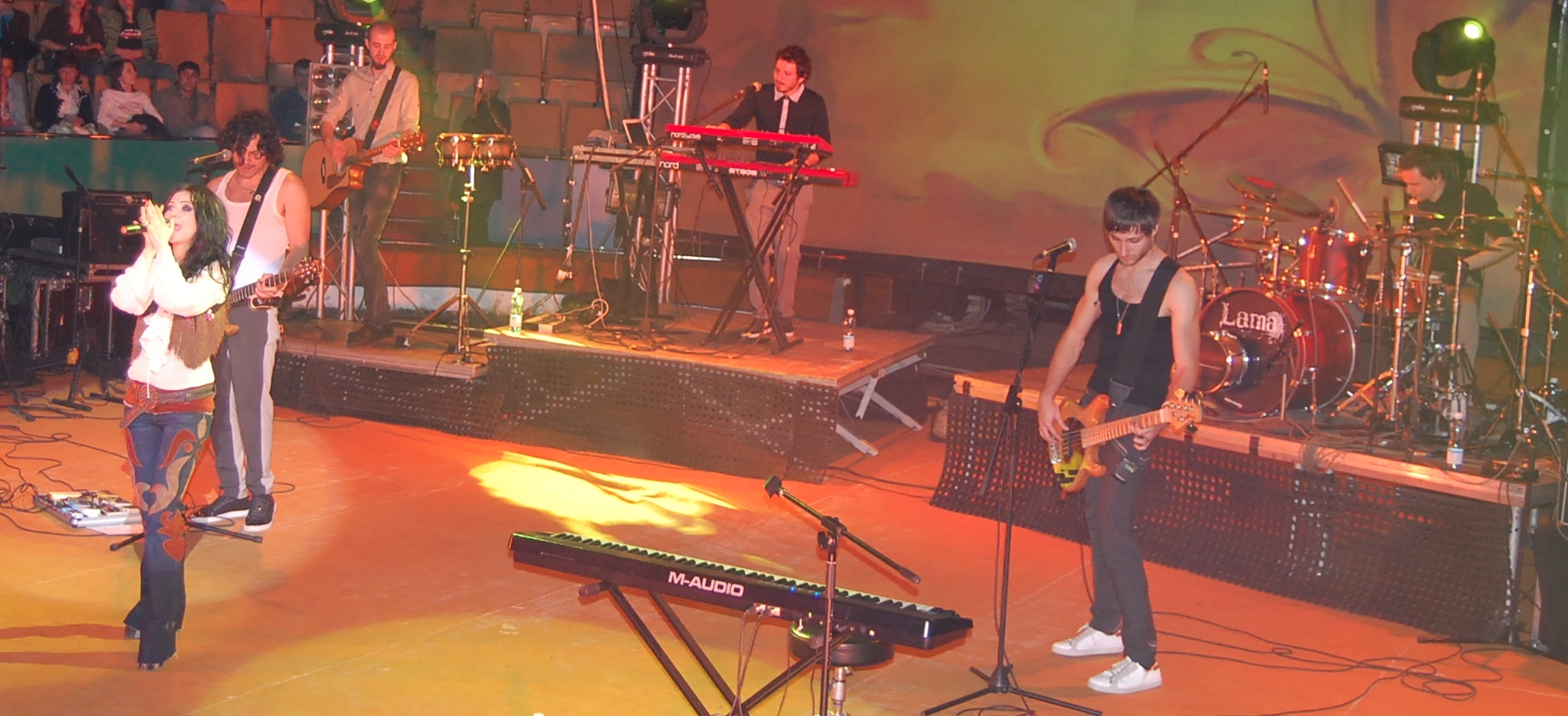
Lama на виступі у Львові, 2009 рік

Приблизно в той час було записано пісню «Hey U» з гуртами «Друга Ріка» та «Dazzle Dreams». Метою кліпу на цю композицію був пошук зниклих безвісти дітей, фотографії яких було використано у відеоролику.
На цьому етапі проєкт переважно описує свої твори як попрок, хоча солістка Наталія Дзеньків не приховує бажання творити музику з виразнішим рок-н-рольним забарвленням.
Того ж року солістка гурту Наталія Дзеньків отримує нагороду “Жінка Третього Тисячоліття”.

### 2010–2014:Назавжди
Офіційна презентація альбому «Назавжди» відбулася 1 листопада 2013 року. Диск, на якому записано 12 композицій, мав вийти ще у травні 2013, але подію переносили у зв’язку з записом пісні "Ангел", яку солістка Наталія Дзеньків присвятила батькові. У записі альбому взяли участь три симфонічні оркестри.
Оскільки пісні Lama є результатом спільної творчої співпраці всіх членів гурту та у зв'язку з творчими експериментами, нові композиції, які увійшли до третього студійного альбому, набирали іншого забарвлення — особливо це помітно в композиції «Жовте поле». Альбом потрапив до десятки найкращих альбомів 2013 року за версією «open.ua», де зайняв 9-ту сходинку.

### 2015–2021: «Не кажу прощай», «Привіт, привіт»
У 2015 році Lama презентує композицію та відеороботу «Мій милий» у дуеті з Тонею Матвієнко. 
2016 року в світ виходить пісня та кліп «Не кажу прощай». До речі, у 2022 році американський письменник, відомий як "Король жахів", Стівен Кінг порадив підписникам послухати цю пісню. У своєму X (Twitter), Кінг розмістив посилання на кліп з підписом: "Послухайте для задоволення, у той час, як Україна чинить опір".  
2017 року проєкт випускає сингл «Спалені мости». 
У 2018 році Lama представляє слухачам композицію “Привіт, привіт”, яку обрали саундтреком до фільму-фентезі “Тільки Диво/Only Miracle” української режисерки Олени Каретник, де Наталія Дзеньків зіграла свою першу роль у кіно. 
2019 року проєкт презентував відеороботу «Дим», а 2020 року сингл «Діаманти». 

### 2022–сьогодення: «Сильні люди» та діяльність під час повномасштабного вторгнення
З перших днів повномасштабного вторгнення Lama активно займається волонтерською діяльністю допомагаючи ЗСУ та ВПО. З початку вторгнення організували чисельні благодійні збори і концерти, співпрацюють з багатьма благодійними фондами та підтримують соціальні ініціативи, допомагаючи родинам чиї домівки були зруйновані. Завдяки плідній волонтерській праці Lama передає на потреби ЗСУ швидкі допомоги, дрони, тепловізори, рації і акумулятори до них, турнікети, безліч медикаментів тощо. 
У квітні того ж року, Lama презентує пісню «Сильні люди», присвячену українському народу та Збройним Силам України. А восени відеороботу до неї, режисером якої став Віктор Скуратовський.  
Під кінець 2023 року виходить її музична новинка «Мій друг», композиція-сповідь та присвята усім друзям солістки гурту Наталії.

## Склад
- Наталя Дзеньків — вокал
- Андрій Алексеєв — гітара
- Зураб Рогава — бас-гітара
- Жека Кобзарук — синтезатори
- Дмитро Супрунюк — барабани

## Візитівка музичного проєкту Lama
В арсеналі проєкту Lama більше двох десятків відеокліпів. Усі вони є лідерами у хіт-парадах на телебаченні України та збирають мільйони переглядів на YouTube. 
Брала участь у різноманітних шоу, серед яких: “Зірка+Зірка”, “Пристрасті на паркеті”, та була членом журі конкурсу “Свіжа кров” на телеканалі М1.
Поєднання еталонного музичного стилю та унікального тембру голосу, якого творці проєкту Lama, Віталій Телезин та Наталія Дзеньків, дотримуються вже багато років - зробили їх пісні вічними та понад часом. 
Різномаїття пісень Lama вражає та захоплює, від чуттєвих, романтичних і ліричних хітів до запалюючих танцювальних. Кожен концерт - це гаряча суміш зашкалюючої енергії, драйву та емоцій які доповнюються потужним живим звуком та унікальним відеорядом.
Своїми виступами неодноразово підкорювали сцени відомих закордонних музичних фестивалів, зокрема: “Дні України у Франції”, Zelt - Musik - Festival (Фрайбург, Німеччина), фестивалі в місті Жешув (Польща), Еленвіль (США), Лондон (Велика Британія). 
Музика Lama - це всесвіт любові. Всесвіт, де любов - породжує любов, де в сприйнятті світу немає ментальних обмежень. Це те, що вміщує в собі всі сенси життя. Робить людей вільними, щасливими, дарує простір без обмежень. Саме цю найголовнішу цінність музиканти доносять слухачам. 

### Склад
- Наталя Дзеньків — вокал, фортепіано
- Віталій Телезин — музичний продюсер
- Олексій Турянін — гітара
- Костянтин Шелудько — гітара
- Іван Зіменко — барабани
- Олег Драмаретський — бас-гітара

## Дискографія

### Альбоми
- 2006 — «Мені так треба»
- 2008 — «Світло і тінь»[11]
- 2013 — «Назавжди»

### Збірки
- 2010 — «Тримай»
- 2015 — «Найкраще»

### Пісні
| Назва | Рік                                     | FDR Top 40 | Ua Top 20 | Rock Top 20 | Europe Official Top 100 |
| ----- | --------------------------------------- | ---------- | --------- | ----------- | ----------------------- |
| 2006  | «Мені так треба»                        | 1          | 1         | 1           | 34                      |
| 2006  | «Моє серце»                             | 1          | 1         | -           | 42                      |
| 2006  | «Літак»                                 | 3          | 3         | -           | -                       |
| 2007  | «З тим, кого любила»                    | 8          | 5         | -           | -                       |
| 2007  | «Світло i Тінь»                         | 1          | 1         | 1           | 35                      |
| 2008  | «Знаєш, як болить»                      | 1          | 1         | 1           | 37                      |
| 2008  | «Не мама»                               | 11         | 7         | 7           | -                       |
| 2009  | «Я не та»                               | 2          | 2         | 2           | -                       |
| 2009  | «З джерела»                             | 3          | 2         | -           | 89                      |
| 2009  | Hey you feat Друга Ріка & Dazzle Dreams | 29         | 20        | 20          | -                       |
| 2009  | «Жовте поле»                            | 25         | 19        | 20          | -                       |
| 2010  | «Тримай»                                | 1          | 1         | -           | 52                      |
| 2011  | «Не підведи»                            | 8          | 7         | -           | 45                      |
| 2012  | «Пробач»                                | 13         | 11        | -           | 96                      |
| 2013  | «Лиш тільки ти»                         | 2          | 1         | -           | 45                      |
| 2013  | «Ангел»                                 | 1          | 1         | 1           | 48                      |
| 2015  | «Мій милий» feat. Тоня Матвієнко        | 2          | 1         | -           | 50                      |
| 2016  | «Не кажу прощай»                        | 2          | 1         | -           | -                       |
| 2017  | «Спалені мости»                         | 3          | 1         | -           | 34                      |
| 2018  | "Привіт, привіт"                        | -          | -         | -           | -                       |
| 2019  | "Дим"                                   | 22         | 16        | -           | -                       |
| 2021  | "Діаманти"                              | -          | -         | -           | -                       |
| 2022  | "Сильні люди"                           | -          | -         | -           | -                       |
| 2023  | "Мій друг"                              | -          | -         | -           | -                       |
| 2024  | "Тішу"                                  | -          | -         | -           | -                       |

## Відеокліпи

### У складі гурту «Магія»
| Рік  | Назва                      | Режисер(и) |
| ---- | -------------------------- | ---------- |
| 1998 | «Напиши мені, доле, листа» |            |

### Сольні відеокліпи
| Рік  | Назва                                           | Режисер(и)                   |
| ---- | ----------------------------------------------- | ---------------------------- |
|      | «Мені так треба»                                | Ігор та Олександр Стеколенки |
| 2006 | «Мені так треба (Remix)»                        | Ігор та Олександр Стеколенки |
| 2006 | «Моє серце»                                     | Ігор та Олександр Стеколенки |
| 2006 | «Літак»                                         |                              |
| 2007 | «З тим (кого любила)»                           |                              |
| 2007 | «Світло і тінь»                                 | Євген Тимохін                |
| 2008 | «Знаєш, як болить»                              |                              |
| 2008 | «Не мама»                                       |                              |
| 2009 | «Не мама (Remix)»                               |                              |
| 2009 | «Я не та»                                       |                              |
| 2009 | «З джерела»                                     |                              |
| 2009 | «Hey You» (feat. «Dazzle Dreams», «Друга ріка») |                              |
| 2009 | «Жовте поле»                                    |                              |
| 2010 | «Тримай»                                        | Алан Бадоєв                  |
| 2011 | «Не підведи»                                    | Алан Бадоєв                  |
| 2012 | «Пробач»                                        | Андрій Подолян               |
| 2013 | «Лиш тільки ти»                                 | Андрій Подолян               |
| 2013 | «Ангел»                                         | Олександр Стеколенко         |
| 2015 | «Мій милий» (feat. Тоня Матвієнко)              | Дмитро Перетрутов            |
| 2016 | «Не кажу прощай»                                | Дмитро Перетрутов            |
| 2018 | «Привіт, привіт»                                | Віктор Скуратовський         |
| 2019 | «Дим»                                           | Віталій Телезин              |
| 2022 | «Сильні люди»                                   | Віктор Скуратовський         |
| 2024 | «Тішу»                                          | Віктор Скуратовський         |